# Sonabia
Sonabia es una localidad española del municipio de Castro-Urdiales, en la comunidad autónoma de Cantabria. En 2008 contaba con una población de 49 habitantes (INE).

## Geografía

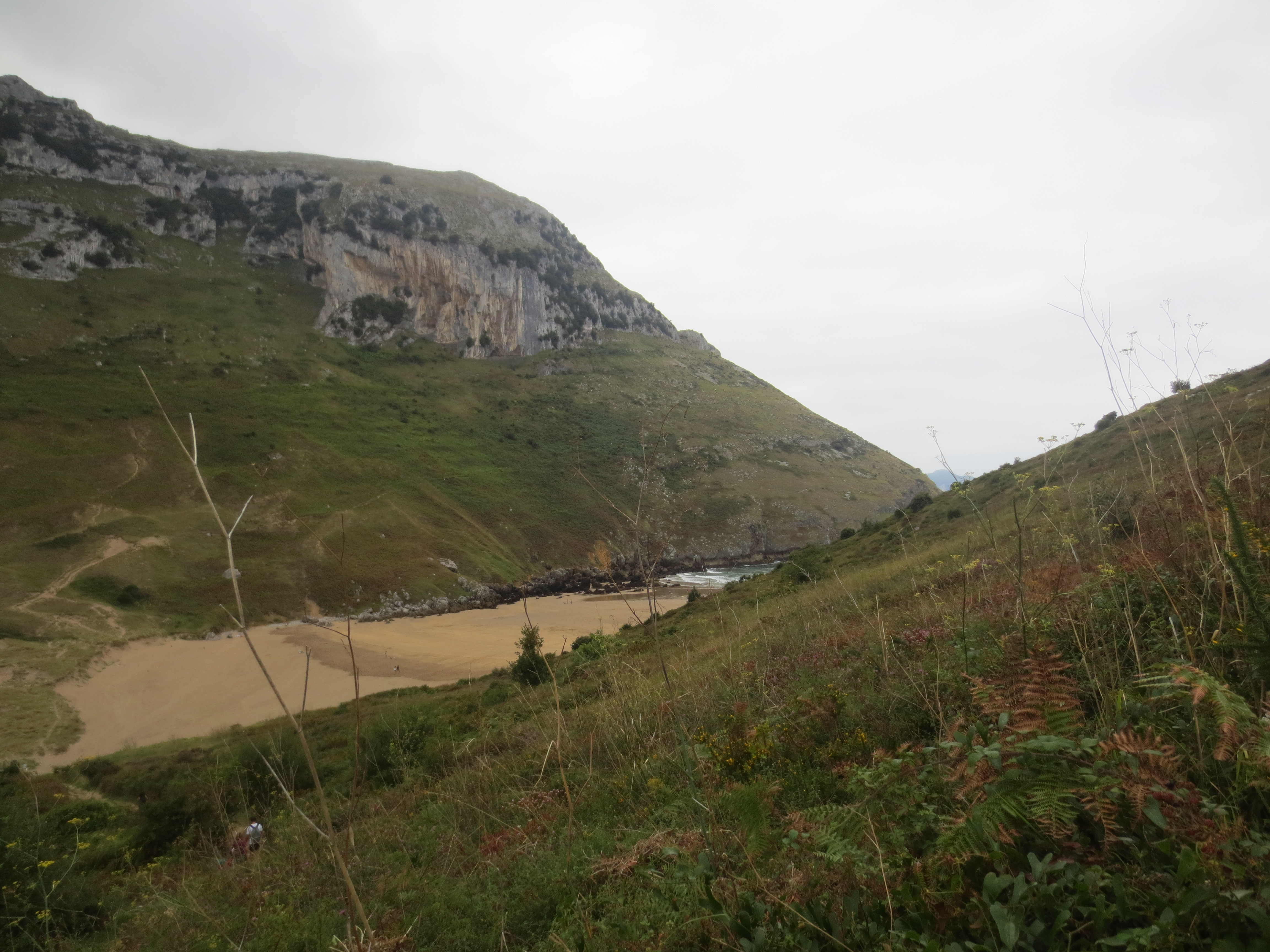
Arenal de Sonabia en el municipio de Liendo

La localidad se encuentra a 55 m de altitud sobre el nivel del mar, y a 13,5 km de la capital municipal.
Sonabia se encuentra a los pies del monte Candina (489 m), que alberga una colonia de buitre leonado, y muy cerca del pueblo está el cabo Cebollero o punta de Sonabia, que es conocido popularmente como La Ballena por la forma que adopta al ser observado desde lejos. Tiene unos 450 m de longitud.
En las proximidades de la localidad se encuentra una playa nudista, el arenal de Sonabia, ubicada sin embargo en el término municipal de Liendo.

## Historia
Hacia mediados del siglo XIX, el lugar tenía contabilizada una población de 80 habitantes. Aparece descrito en el decimocuarto volumen del Diccionario geográfico-estadístico-histórico de España y sus posesiones de Ultramar de Pascual Madoz de la siguiente manera:

SONABIA: ald. en la prov. de Santander, part. jud. de Castro-Urdiales; corresponde á la jurisd. de Oriñon con quien forma ayunt. Se halla tocando con la punta marit. de su nombre y al estremo N. de aquel l. á 1/4 de leg. de dist. Es igual en producciones á su cap. y le son comunes la circunstancias de ella. pobl.: 20 vec., 80 almas.
(Madoz, 1849, p. 442)

En 1980, Paul Naschy rodó en esta localidad la película péplum Los cántabros. 

## Patrimonio

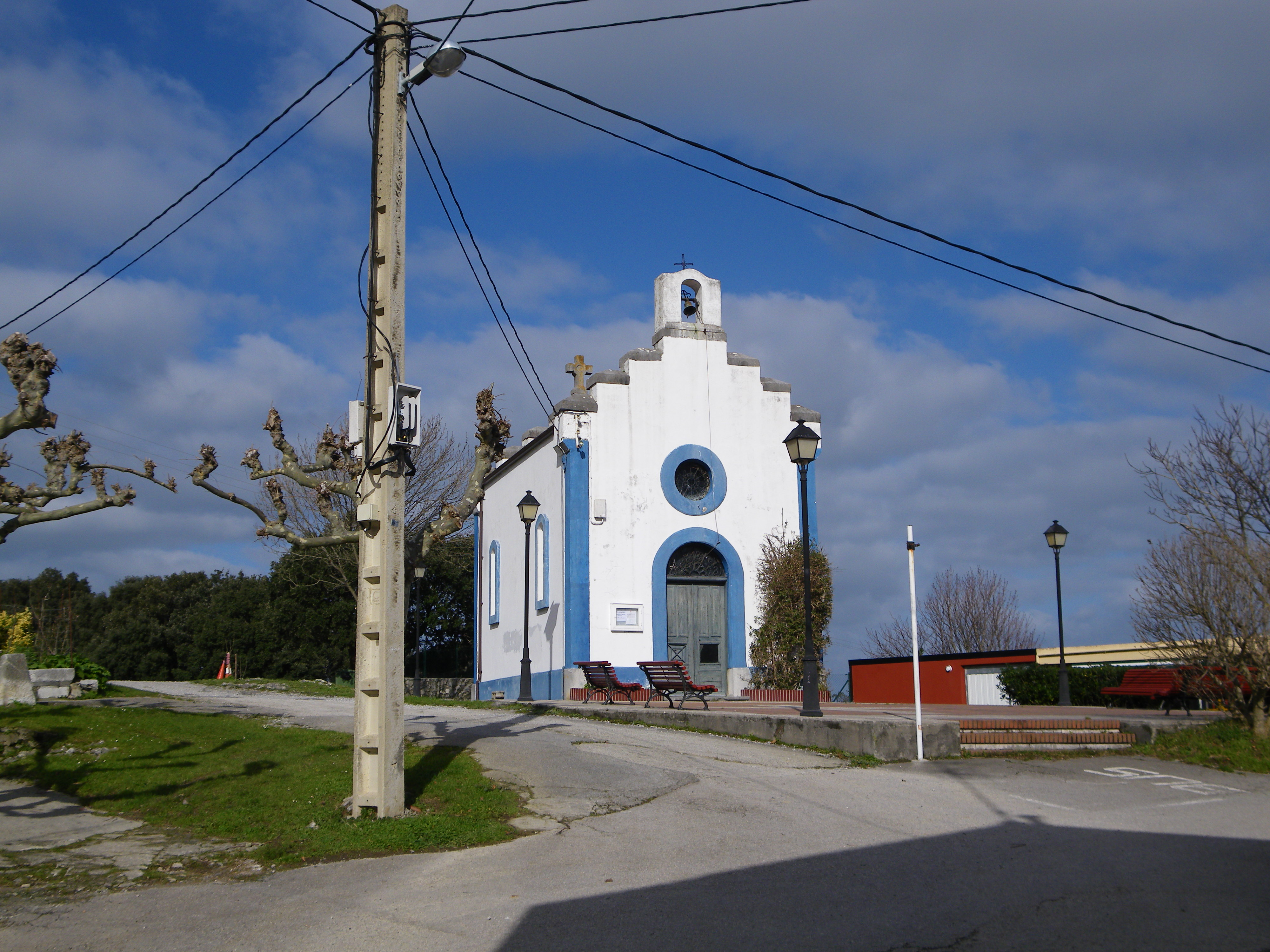
Ermita de la Virgen del Refugio

En Sonabia se encuentra la ermita de la Virgen del Refugio, construida en 1882.